# GoodRelations
GoodRelations es una ontología compatible con el lenguaje de la ontología web para datos en línea de la web semántica, que se ocupa de bienes y servicios relacionados con la empresa. Maneja las relaciones individuales entre un comprador, un vendedor y los productos y servicios ofrecidos. En noviembre de 2012, se integró en la ontología de Schema.org.

## Uso
GoodRelations se hizo popular debido a su éxito en la mejora de los resultados de los motores de búsqueda.
En 2009, el concepto de Producto de la ontología se estaba utilizando para describir más de un millón de productos y sus precios. En 2013, GoodRelations había sido adoptado por los motores de búsqueda Yahoo!, Google, y Bing. Un análisis de los proveedores de datos de comercio electrónico en línea en ese momento encontró que era la ontología más prevalente en uso. A mediados de 2015, GoodRelations se había convertido en la ontología de facto para el comercio electrónico, y era de uso generalizado, habiendo sido adoptado por minoristas como BestBuy.
GoodRelations también se utiliza en estudios académicos de la Web Semántica, como ontología central.

## Ejemplo
Un restaurante o tienda, y su horario de apertura, se pueden especificar utilizando GoodRelations como en este ejemplo, que también utiliza vCard y FOAF:
```
<div
 
xmlns:rdf=
"http://www.w3.org/1999/02/22-rdf-syntax-ns#"

   
xmlns=
"http://www.w3.org/1999/xhtml"

   
xmlns:foaf=
"http://xmlns.com/foaf/0.1/"

   
xmlns:gr=
"http://purl.org/goodrelations/v1#"

   
xmlns:vcard=
"http://www.w3.org/2006/vcard/ns#"

   
xmlns:xsd=
"http://www.w3.org/2001/XMLSchema#"
>

 
<div
 
about=
"#store"
 
typeof=
"gr:Location"
>

  
<div
 
property=
"gr:name"
 
content=
"Pizzeria La Mamma"
></div>

  
<div
 
rel=
"vcard:adr"
>

   
<div
 
typeof=
"vcard:Address"
>

    
<div
 
property=
"vcard:country-name"
 
content=
"Germany"
></div>

    
<div
 
property=
"vcard:locality"
 
content=
"Munich"
></div>

    
<div
 
property=
"vcard:postal-code"
 
content=
"85577"
></div>

    
<div
 
property=
"vcard:street-address"
 
content=
"1234 Main Street"
></div>

   
</div>

  
</div>

  
<div
 
property=
"vcard:tel"
 
content=
"+33 408 970-6104"
></div>

  
<div
 
rel=
"foaf:depiction"
 
resource=
"http://www.pizza-la-mamma.com/image_or_logo.png"
>

  
</div>

  
<div
 
rel=
"vcard:geo"
>

   
<div>

    
<div
 
property=
"vcard:latitude"
 
content=
"48.08"
 
datatype=
"xsd:float"
></div>

    
<div
 
property=
"vcard:longitude"
 
content=
"11.64"
 
datatype=
"xsd:float"
></div>

   
</div>

  
</div>

  
<div
 
rel=
"gr:hasOpeningHoursSpecification"
>

   
<div
 
about=
"#mon_fri"
 
typeof=
"gr:OpeningHoursSpecification"
>

    
<div
 
property=
"gr:opens"
 
content=
"08:00:00"
 
datatype=
"xsd:time"
></div>

    
<div
 
property=
"gr:closes"
 
content=
"18:00:00"
 
datatype=
"xsd:time"
></div>

    
<div
 
rel=
"gr:hasOpeningHoursDayOfWeek"

       
resource=
"http://purl.org/goodrelations/v1#Friday"
></div>

    
<div
 
rel=
"gr:hasOpeningHoursDayOfWeek"

       
resource=
"http://purl.org/goodrelations/v1#Thursday"
></div>

    
<div
 
rel=
"gr:hasOpeningHoursDayOfWeek"

       
resource=
"http://purl.org/goodrelations/v1#Wednesday"
></div>

    
<div
 
rel=
"gr:hasOpeningHoursDayOfWeek"

       
resource=
"http://purl.org/goodrelations/v1#Tuesday"
></div>

    
<div
 
rel=
"gr:hasOpeningHoursDayOfWeek"

       
resource=
"http://purl.org/goodrelations/v1#Monday"
></div>

   
</div>

  
</div>

  
<div
 
rel=
"gr:hasOpeningHoursSpecification"
>

   
<div
 
about=
"#sat"
 
typeof=
"gr:OpeningHoursSpecification"
>

    
<div
 
property=
"gr:opens"
 
content=
"08:30:00"
 
datatype=
"xsd:time"
></div>

    
<div
 
property=
"gr:closes"
 
content=
"14:00:00"
 
datatype=
"xsd:time"
></div>

    
<div
 
rel=
"gr:hasOpeningHoursDayOfWeek"

       
resource=
"http://purl.org/goodrelations/v1#Saturday"
></div>

   
</div>

  
</div>

  
<div
 
rel=
"foaf:page"
 
resource=
""
></div>

 
</div>

</div>

```